# Tectaria weinlandii
Tectaria weinlandii là một loài thực vật có mạch trong họ Dryopteridaceae. Loài này được (H. Christ) Copel. miêu tả khoa học đầu tiên năm 1929.